# Baloane de curcubeu
Baloane de curcubeu este un film românesc din 1983 regizat de Iosif Demian. Rolurile principale au fost interpretate de actorii Dorel Vișan, Magda Catone și Alexandru Széllyes.

## Distribuție
Distribuția filmului este alcătuită din:
- Dorel Vișan — Ene Lelea, președintele C.A.P.-ului din comuna Doi Brazi
- Magda Catone — Gia, tânăra soție a lui Ene Lelea, apoi amanta lui Bigu
- Sándor Széllyes — ing. Cristea, tatăl Nuțicăi, revizorul C.A.P.-ului
- Mitică Iancu — Bigu Alexandru Zanfirescu, gestionarul magazinului sătesc și trompetist amator, condamnat anterior la 1 an închisoare pentru braconaj
- László Botka — Papa Leon, țăran bătrân și cam scrântit de origine grecească
- Anton Aftenie — Vili Anghel Paradis, scamator amator, fost coleg de pușcărie cu Bigu, țăranul care și-a părăsit concubina cu trei copii
- Ágnes Kakassy — Sorica, zootehnistă, femeia care-l iubește pe Ene Lelea
- Nicolae Budescu — Gogodita, președintele cooperativei de consum
- Marcela Andrei — Nuțica, telefonista comunei
- George Negoescu — Șerban Tătaru, socrul lui Ene Lelea, casierul C.A.P.-ului
- Nae Lăzărescu — Victor, țăran localnic, prietenul lui Ene Lelea
- Catrinel Paraschivescu — Wanda Eforie, iubita lui Victor
- Romica Puceanu — Romica, femeia care a venit la ghicit
- Teodor Sugár — reporterul care-l caută pe Ene Lelea (menționat Theodor Sugar)
- Petre Gheorghiu Goe — Dumitru Tarachiu, cârciumarul satului
- Anica Preda
- Elisabeta Pop
- Elena Cernat
- Romeo Profit
- Ion Bologa
- Olga Adamescu
- Florin Drăghici
- Anca Lăzărescu
- Gheorghe Pomojnicu Leandru
- Horia Baciu
- Constantin Ciutac
- Virgil Călugăru

## Primire
Filmul a fost vizionat de 986.608 spectatori de spectatori în cinematografele din România, după cum atestă o situație a numărului de spectatori înregistrat de filmele românești de la data premierei și până la data de 31 decembrie 2014 alcătuită de Centrul Național al Cinematografiei.